# Keletkutatás
A Keletkutatás című magyar nyelvű orientalisztikai szakfolyóiratot Ligeti Lajos alapította a Kőrösi Csoma Társaság kereti között 1973-ban. A magyar orientalisztika legrégebbi, folyamatosan megjelenő kiadványa, amely manapság elsősorban arabisztikai, turkológiai és iranisztikai témákban ad közre cikkeket.

## Története
A Keletkutatás alapító főszerkesztője Ligeti Lajos volt, aki szerkesztőtársaival a Kőrösi Csoma Társaság keretei között azért indította útjára a folyóiratot, hogy lehetővé váljék a legújabb magyar orientalisztikai kutatások tudományos szintű, rendszeres bemutatása magyar nyelven.
Az évente két alkalommal megjelenő lapnak 1986-tól 1994-ig Kakuk Zsuzsa turkológus volt a főszerkesztője.
Az indulást követő első három évtizedben az orientalisztika valamennyi területének szakemberei, kutatói képviseltették magukat cikkeikkel, tanulmányaikkal, ám a távol-keleti stúdiumok 90-es években történt önállósodásával, a Keletkutatás egyre inkább az arabisztika, a turkológia, az indológia és az iranisztika magyar nyelvű szakfolyóiratává vált. A sinológiai, japanológiai, tibetológiai stb. témákban született tanulmányok a 2009-től, a Távol-keleti Intézet által megjelentetett Távol-keleti Tanulmányokban olvashatók.
A lap jelenlegi szerkesztői Dávid Géza, Fodor Pál és Péri Benedek turkológusok.